# Vladoje Aksmanović
Viktor Axmann (Osijek, 29. kolovoza 1878. – Valpovo, 3. ožujka 1946.), hrvatski arhitekt i urbanist njemačkožidovskog podrijetla.
Najviše pridonio početnoj modernizaciji Osijeka u prvoj polovici 20. stoljeća. Osmislio je grad, njegove građevine, ulice i čitave četvrti.

## Životopis
Rodio se je 29. kolovoza 1878. godine u uglednoj osječkoj njemačkoj obitelji. 
Viktor Axmann završio je Visoku tehničku školu u Münchenu. Po završetku školovanja u Münchenu odlazi na stručno usavršavanje u Beč, gdje se upoznaje sa suvremenim urbarhitektonskim strujanjima Josefa Hoffmana, Otta Wagnera i Camilla Sittea. 
Od 1905. građevni je poduzetnik u Osijeku gdje u duhu secesije realizira čitav niz značajnih ostvarenja. Tad je pod utjecajem secesije i bečke škole. Iz tog razdoblja ističu se kuća Čačinović (uglovnica na Preradovićevom šetalištu uz zgradu kina Europa) i zgrada robne kuće Stanetty. Najznačajnije ostvarenje iz tog razdoblja je kino Urania (1912.) za koje mu je na prvoj međunarodnoj Kino-izložbi u Beču dodijeljena prestižna nagrada. Nakon Prvog svjetskog rata postupno napušta secesijske oblike slijedeći suvremena modernistička kretanja. U tom razdoblju Axmann realizira u Osijeku nekoliko zapaženih ostvarenja. Među inima: Naučnički dom i Ispostavu Ureda za osiguranje radnika (1923.), dva bolnička paviljona osječke bolnice (1925.), Sokolski dom (1928.), Đački dom (1929.), palaču Okružnog ureda za osiguranje radnika (u suradnji s D. Špillerom i J. Kastlom, 1936.) i Dom mirovinske zaklade tvornice žigica Drava (1940.).
Viktor Axmann također s bavio i urbanizmom. Nastojao je unijeti nove moderne težnje prostornog planiranja za uređenje šireg prostora grada Osijeka. U tom duhu izradio je čitav niz planova. Godine 1906. radi projekte novih ulica u samom središtu Osijeka. Pod Wagnerovim utjecajem 1908. radi projekt osječke tržnice i trga. Iste godine sudjeluje u Beču na VIII. Međunarodnome kongresu arhitekata. Uz Axmanna iz Hrvatske na kongresu su prisutni i u predstavnici Kluba hrvatskih arhitekta. No zanimljivo je da će Axmannu 1906. biti odbijena molba za članstvo u tom klubu. Godine 1910. Axmann radi idejni projekt Sakuntala parka.
Uz arhitekturu i urbanizam Viktor Axmann se bavio i teoretskim radom. Pisao je o urbanističkim problemima Osijeka u Vijestima Hrvatskog društva inžinira i arhitekta.
Iako je 1922. godine slavenizirao svoje ime i prezime u Vladoje Aksmanović, ni to mu nije pomoglo kada su ga tadašnje "revolucionarne vlasti" protjerale 1945. godine u radni logor u Valpovo gdje je 3. ožujka 1946. godine i preminuo od posljedica tifusa.
- Zgrada robne kuće Stanetty, kasnije Narodna trgovina. Srušena nakon Drugog svjetskog rata kako bi se sagradila nova zgrada robne kuće NAMA.
- Kuća Vranešević u Osijeku.
- Kuća Čačinović u Osijeku.
- Kino Urania u Osijeku.
- Kirurški paviljon u Osijeku.
- Zgrada hotela u Orahovici.
- Grobnica Viktora Axmanna na groblju Svete Ane u Osijeku.
- Spomen ploča posvećena Axmannu u ulici J. J. Strossmayera u Osijeku.

## Vanjske poveznice
- Vladoje Aksmanović Hrvatska tehnička enciklopedija, portal hrvatske tehničke baštine. LZMK